# Voalavo
A Voalavo az emlősök (Mammalia) osztályának a rágcsálók (Rodentia) rendjébe, ezen belül a madagaszkáriegér-félék (Nesomyidae) családjába tartozó nem.
A Voalavo-fajok Madagaszkár endemikus állatai közé tartoznak.

## Rendszerezés
A nembe az alábbi 2 faj tartozik:
- Voalavo antsahabensis Goodman et al., 2005
- Voalavo gymnocaudus Carleton & Goodman, 1998 – típusfaj